# スイススカイダイバー
スイススカイダイバー（Swiss Skydiver、2017年3月10日 - ）は、アメリカ合衆国の競走馬。おもな勝ち鞍に2020年のアラバマステークス、プリークネスステークス、2021年のビホルダーマイルステークスがある。

## 経歴
シャンペンステークス勝ち馬であるデアデビル（Daredevil）の初年度産駒にあたる馬で、2018年のキーンランドイヤリングセールにおいて、馬主ピーター・キャラハンの代理人として赴いていたケネス・マクピーク調教師に35,000ドルで落札された。マクピークは「私はモアザンレディの父系が大好きなのです。そして母父のヨハネスブルグというのも好きにならざるを得ないし、おまけに2代前の父はストライクザゴールドだ。彼女は美しいパッケージだ」とその血統の良さを気に入っていることを早いうちから語っていた。
スイススカイダイバーのデビュー戦は2019年11月16日のことで、チャーチルダウンズ競馬場で行われたダート7ハロンの未勝利戦で5馬身半差の初勝利を収めた。同年はこのほか、11月30日のオプショナルクレーミング競走に出走して2着になっている。2020年シーズンの年頭はガスパリアステークス（タンパベイダウンズ・ダート7ハロン・グレード外）で5着、レイチェルアレクサンドラステークス（フェアグラウンズ・8.5ハロン・G2）で3着と勝ちきれなかったが、続く3月28日のガルフストリームパークオークス（ガルフストリームパーク・ダート8.5ハロン・G2）で優勝すると、その翌戦のファンタジーステークス（オークローンパーク・ダート8.5ハロン・G3）も連勝、その勢いで6月6日に順延されていたサンタアニタオークス（サンタアニタパーク・ダート8.5ハロン・G2）をも制覇した。ここでマクピークはスイススカイダイバーを牡馬に挑戦させようとブルーグラスステークス（キーンランド・ダート9ハロン・G2）に登録、結果アートコレクター（Art Collector）に敗れたが2着に入った。その後再び牝馬路線に戻り、8月15日に行われたアラバマステークス（サラトガ・ダート10ハロン・G1）を楽勝、ケンタッキーオークスにも挑んだが、同父のシーデアズザデビル（Shedaresthedevil）に1馬身半差で敗れた。
この年の大競走の多くはCOVID-19の影響で順延されており、プリークネスステークスも10月3日の開催となっていた。この競走にはケンタッキーダービー優勝馬のオーセンティックや先述のアートコレクターなどが11頭が参戦しており、唯一の牝馬であったスイススカイダイバーは単勝12.70倍とあまり人気ではなかった。レースは序盤からオーセンティックとスイススカイダイバーが先頭を争う展開になり、直線に入るころにはほぼ2頭のマッチレースの様相を呈していた。スイススカイダイバーはこれをクビ差で制し、レイチェルアレクサンドラ以来の史上6頭目の牝馬のプリークネスステークス優勝を成し遂げた。敗れた2着オーセンティックと3着馬の間は9馬身3/4という大きな着差がついており、勝ちタイム1:53.28はセクレタリアトが記録したレコードタイムに次ぐものであった。その後、11月のブリーダーズカップ・ディスタフではモノモイガールの7着に敗れたが、この年のエクリプス賞最優秀3歳牝馬のタイトルを獲得した。
古馬となった2021年シーズン初戦は3月のビホルダーマイルステークス。レースでは3番手の好位から直線で楽に抜け出すと後続に2馬身3/4差をつけて快勝する。4月のアップルブロッサムハンデキャップではモノモイガールとの再戦で注目を集めたが、伏兵レトルースカの3着と敗退。
夏に入りホイットニーステークスは4着、パーソナルエンスンステークスは5着と精彩を欠き、このレースを最後に現役を引退。その後2021年11月9日に開催されたファシグ・ティプトン社ノベンバーセールにて、吉田勝己により470万ドル（約5億3000万円）で落札された。

## 競走成績
出典：Racing Post、JRA-VAN Ver.World、Equibase
| 年月日     | 競馬場                 | レース名                               | 格 | 距離 （馬場） | 頭数 | 枠番 | 馬番 | 着順 | 騎手              | 斤量 (lb) | タイム  | 着差       | 1着（2着）馬        |
| ---------- | ---------------------- | -------------------------------------- | -- | ------------- | ---- | ---- | ---- | ---- | ----------------- | --------- | ------- | ---------- | ------------------- |
| 2019.11.16 | チャーチルダウンズ     | 未勝利戦                               |    | ダ1400m（良） | 11   | 6    | 6    | 1着  | T.ガファリオン    | 118       | 1:23.93 | 5 1/2馬身  | （Saxony）          |
| 0000.11.30 | チャーチルダウンズ     | アローアンス・オプショナルクレーミング |    | ダ1600m（不） | 12   | 2    | 2    | 2着  | T.ガファリオン    | 118       | -       | 1/2馬身    | Bayerness           |
| 2020.01.18 | タンパベイダウンズ     | ガスパリアS                            |    | ダ1400m（良） | 11   | 3    | 3    | 5着  | A.キニョネス      | 118       | -       | -          | Two Sixty           |
| 0000.02.15 | フェアグラウンズ       | レイチェルアレクサンドラS              | G2 | ダ1700m（良） | 7    | 3    | 3    | 3着  | B.ヘルナンデスJr. | 122       | -       | 6 1/2馬身  | Finite              |
| 0000.03.28 | ガルフストリームパーク | ガルフストリームパークオークス         | G2 | ダ1700m（良） | 12   | 6    | 6    | 1着  | P.ロペス          | 122       | 1:43.54 | 3 1/4馬身  | （Lucrezia）        |
| 0000.05.01 | オークローンパーク     | ファンタジーS                          | G3 | ダ1700m（良） | 14   | 3    | 3    | 1着  | B.ヘルナンデスJr. | 121       | 1:42.00 | 2 1/2馬身  | （Venetian Harbor） |
| 0000.06.06 | サンタアニタパーク     | サンタアニタオークス                   | G1 | ダ1700m（良） | 4    | 1    | 1    | 1着  | M.スミス          | 124       | 1:43.20 | 4馬身      | （Speech）          |
| 0000.07.11 | キーンランド           | ブルーグラスS                          | G2 | ダ1800m（良） | 13   | 7    | 7    | 2着  | M.スミス          | 118       | -       | 3 1/2馬身  | Art Collector       |
| 0000.08.15 | サラトガ               | アラバマS                              | G1 | ダ2000m（良） | 7    | 5    | 5    | 1着  | T.ガファリオン    | 121       | 2:03.04 | 3 1/2馬身  | （Bonny South）     |
| 0000.09.04 | チャーチルダウンズ     | ケンタッキーオークス                   | G1 | ダ1800m（良） | 9    | 7    | 7    | 2着  | T.ガファリオン    | 121       | -       | 1 1/2馬身  | Shedaresthedevil    |
| 0000.10.03 | ピムリコ               | プリークネスS                          | G1 | ダ1900m（良） | 11   | 4    | 4    | 1着  | R.アルバラード    | 123       | 1:53.28 | クビ       | （Authentic）       |
| 0000.11.07 | キーンランド           | BCディスタフ                           | G1 | ダ1800m（良） | 10   | 5    | 5    | 7着  | R.アルバラード    | 121       | -       | 8 1/4馬身  | Monomoy Girl        |
| 2021.03.14 | サンタアニタパーク     | ビホルダーマイルS                      | G1 | ダ1600m（良） | 7    | 1    | 1    | 1着  | R.アルバラード    | 124       | 1:36.18 | 2 3/4馬身  | （As Time Goes By） |
| 0000.04.18 | オークローンパーク     | アップルブロッサムH                    | G1 | ダ1700m（良） | 6    | 3    | 3    | 3着  | R.アルバラード    | 122       | -       | 6 1/2馬身  | Letruska            |
| 0000.08.07 | サラトガ               | ホイットニーS                          | G1 | ダ1800m（良） | 5    | 3    | 3    | 4着  | I.オルティスJr.   | 119       | -       | 10 3/4馬身 | Knicks Go           |
| 0000.08.28 | サラトガ               | パーソナルエンスンS                    | G1 | ダ1800m（良） | 9    | 4    | 4    | 5着  | J.オルティス      | 124       | -       | 8 3/4馬身  | Letruska            |

## 繁殖成績
繁殖入り初年度となった2022年はキングマンと交配。その後、北海道安平町のノーザンファームに移動した。
2023年2月15日、初仔となる牝馬を出産した。
|       | 馬名                       | 生年   | 性 | 毛色 | 父               | 厩舎 | 馬主 | 戦績 | 出典          |
| ----- | -------------------------- | ------ | -- | ---- | ---------------- | ---- | ---- | ---- | ------------- |
| 初仔  | ボヤージュブルー           | 2023年 | 牝 | 鹿毛 | キングマン       |      |      |      | [ 11 ]        |
| 2番仔 | スイススカイダイバーの2024 | 2024年 | 牝 | 鹿毛 | エピファネイア   |      |      |      | [ 12 ]        |
| 3番仔 | スイススカイダイバーの2025 | 2025年 | 牡 |      | キタサンブラック |      |      |      | [ 13 ] [ 14 ] |

- 2025年1月18日現在

## 血統表
| スイススカイダイバーの血統      | スイススカイダイバーの血統                         | スイススカイダイバーの血統                         | （血統表の出典）                                   | （血統表の出典） |
| 父 Daredevil アメリカ 2012 栗毛 | 父の父More Than Ready アメリカ 1997 黒鹿毛         | *サザンヘイロー                                    | Halo                                               | Halo             |
| 父 Daredevil アメリカ 2012 栗毛 | 父の父More Than Ready アメリカ 1997 黒鹿毛         | *サザンヘイロー                                    | Northern Sea                                       |                  |
| 父 Daredevil アメリカ 2012 栗毛 | 父の父More Than Ready アメリカ 1997 黒鹿毛         | Woodman's Girl                                     | Woodman                                            | Woodman          |
| 父 Daredevil アメリカ 2012 栗毛 | 父の父More Than Ready アメリカ 1997 黒鹿毛         | Woodman's Girl                                     | Becky Be Good                                      |                  |
| 父 Daredevil アメリカ 2012 栗毛 | 父の母Chasethewildwind アメリカ 1994 栗毛          | *フォーティナイナー                                | Mr. Prospector                                     | Mr. Prospector   |
| 父 Daredevil アメリカ 2012 栗毛 | 父の母Chasethewildwind アメリカ 1994 栗毛          | *フォーティナイナー                                | File                                               |                  |
| 父 Daredevil アメリカ 2012 栗毛 | 父の母Chasethewildwind アメリカ 1994 栗毛          | Race the Wild Wind                                 | Sunny's Halo                                       | Sunny's Halo     |
| 父 Daredevil アメリカ 2012 栗毛 | 父の母Chasethewildwind アメリカ 1994 栗毛          | Race the Wild Wind                                 | Redpath                                            |                  |
| 母 Expo Gold アメリカ 2008 栗毛 | 母の父*ヨハネスブルグ アメリカ 1999 鹿毛           | *ヘネシー                                          | Storm Cat                                          | Storm Cat        |
| 母 Expo Gold アメリカ 2008 栗毛 | 母の父*ヨハネスブルグ アメリカ 1999 鹿毛           | *ヘネシー                                          | Island Kitty                                       |                  |
| 母 Expo Gold アメリカ 2008 栗毛 | 母の父*ヨハネスブルグ アメリカ 1999 鹿毛           | Myth                                               | *オジジアン                                        | *オジジアン      |
| 母 Expo Gold アメリカ 2008 栗毛 | 母の父*ヨハネスブルグ アメリカ 1999 鹿毛           | Myth                                               | Yarn                                               |                  |
| 母 Expo Gold アメリカ 2008 栗毛 | 母の母Clouds of Gold アメリカ 1999 栗毛            | Strike the Gold                                    | Alydar                                             | Alydar           |
| 母 Expo Gold アメリカ 2008 栗毛 | 母の母Clouds of Gold アメリカ 1999 栗毛            | Strike the Gold                                    | Majestic Gold                                      |                  |
| 母 Expo Gold アメリカ 2008 栗毛 | 母の母Clouds of Gold アメリカ 1999 栗毛            | Cloudy Colors                                      | Personal Flag                                      | Personal Flag    |
| 母 Expo Gold アメリカ 2008 栗毛 | 母の母Clouds of Gold アメリカ 1999 栗毛            | Cloudy Colors                                      | Getoffofmycloud                                    |                  |
| 母系(F-No.)                     | (FN:5-i)                                           | (FN:5-i)                                           | (FN:5-i)                                           | [ § 2 ]          |
| 5代内の近親交配                 | Halo 4x5, Mr. Prospector 4x5x5, Raise a Native 5x5 | Halo 4x5, Mr. Prospector 4x5x5, Raise a Native 5x5 | Halo 4x5, Mr. Prospector 4x5x5, Raise a Native 5x5 | [ § 3 ]          |
| 出典                            | 1. 2. 3.                                           | 1. 2. 3.                                           | 1. 2. 3.                                           | 1. 2. 3.         |